# Ronde van Italië 2019/Eerste etappe
De proloog van de Ronde van Italië 2019 werd verreden op 11 mei in Bologna. Het betrof een individuele tijdrit over 8,2 kilometer. Bologna was in 1909 eveneens de startplaats van de Ronde van Italië, die toen zijn vuurdoop beleefde. De finish lag boven op de San Luca (2 kilometer à 9,7% gemiddeld), een klim die als scherprechter bekend staat in de Ronde van Emilia.
| Bologna – Bologna (8,2 km) (ITT) |                    |                  |        |
| Plaats                           | Naam               | Ploeg            | Tijd   |
| 1                                | Primož Roglič      | Team Jumbo-Visma | 12'54" |
| 2                                | Simon Yates        | Mitchelton-Scott | + 19"  |
| 3                                | Vincenzo Nibali    | Bahrain Merida   | + 23"  |
| 4                                | Miguel Ángel López | Astana Pro Team  | + 28"  |
| 5                                | Tom Dumoulin       | Team Sunweb      | z.t.   |
| 6                                | Rafał Majka        | BORA-hansgrohe   | + 33"  |
| 7                                | Tao Geoghegan Hart | Team INEOS       | + 35"  |
| 8                                | Laurens De Plus    | Team Jumbo-Visma | z.t.   |
| 9                                | Bauke Mollema      | Trek-Segafredo   | + 39"  |
| 10                               | Damiano Caruso     | Bahrain Merida   | + 40"  |

| Algemeen klassement |                    |                  |        |
| Plaats              | Naam               | Ploeg            | Tijd   |
| Roze trui           | Primož Roglič      | Team Jumbo-Visma | 12'54" |
| 2                   | Simon Yates        | Mitchelton-Scott | + 19"  |
| 3                   | Vincenzo Nibali    | Bahrain Merida   | + 23"  |
| 4                   | Miguel Ángel López | Astana Pro Team  | + 28"  |
| 5                   | Tom Dumoulin       | Team Sunweb      | z.t.   |
| 6                   | Rafał Majka        | BORA-hansgrohe   | + 33"  |
| 7                   | Tao Geoghegan Hart | Team INEOS       | + 35"  |
| 8                   | Laurens De Plus    | Team Jumbo-Visma | z.t.   |
| 9                   | Bauke Mollema      | Trek-Segafredo   | + 39"  |
| 10                  | Damiano Caruso     | Bahrain Merida   | + 40"  |

1e etappe ·
2e etappe ·
3e etappe ·
4e etappe ·
5e etappe ·
6e etappe ·
7e etappe ·
8e etappe ·
9e etappe ·
10e etappe ·
11e etappe ·
12e etappe ·
13e etappe ·
14e etappe ·
15e etappe ·
16e etappe ·
17e etappe ·
18e etappe ·
19e etappe ·
20e etappe ·
21e etappe
Startlijst · Eindstanden · Afbeeldingen